# Organe de coopération en matière de politique, défense et sécurité
L’Organe de coopération en matière de politique, défense et sécurité (OPDS) est une institution de la Communauté de développement d'Afrique australe créée par l’article 10A traité fondateur,.
Selon le protocole relatif à l’Organe de coopération en matière de politique, défense et sécurité, celui-ci est créé sur la base du chapitre VIII de la Charte des Nations unies, indiquant que les arrangements régionaux sont appropriés au maintien de la paix internationale et à la sécurité.

## Historique
L’idée de créer l’OPDS remonte au 28 juin 1996 dans le communiqué de Gaborone.

## Organisation

### Composition
Le président et le vice-président de l’OPDS est élu par le Sommet par rotation. Le président du Sommet ne peut présider l’OPDS. Son mandat est d’un an,.

### Fonctionnement
Les fonctions sont définies par le protocole sur l’OPDS. Le président de l’OPDS consulte la Troïka du Sommet et fait ses rapports au Sommet.
Les décisions sont prises par consensus.

## institutions
L’Organe compte différentes institutions :
- le président ;
- le vice-président ;
- la Troïka ;
- le Comité ministériel, comprenant les ministres de chacun des États membres responsable des Affaires étrangères, de la Défense, de la Sécurité publique, de la Sécurité d’État et de la police. Les ministres peuvent faire partie de plusieurs comités[1].
- le comité interétatique politique et diplomatie ;
- le comité de défense et de sécurité interétatique.

## Sources